# District de Pau
Le district de Pau est une ancienne division territoriale française du département des Basses-Pyrénées de 1790 à 1795.
Il était composé des cantons de Pau, Conchés, Garlin, Lembeye, Montaner, Morlaas, Nay, Pontac et Theze.